# 格朗德萨利讷
格朗德萨利讷（法語：Grande-Saline，發音：[ɡʁɑ̃d salin]）是海地阿蒂博尼特省德薩林區的市镇，总面积51.97平方千米，2015年人口23236。